# Форесто Спарсо
Форесто Спарсо (итал. Foresto Sparso) је насеље у Италији у округу Бергамо, региону Ломбардија.
Према процени из 2011. у насељу је живело 2847 становника. Насеље се налази на надморској висини од 262 м.

## Становништво
Према резултатима пописа становништва 2011. у општини је живело 3.153 становника.
| 1936. | 1951. | 1961. | 1971. | 1981. | 1991. | 2001. | 2011. |
| ----- | ----- | ----- | ----- | ----- | ----- | ----- | ----- |
| 2.137 | 2.281 | 2.324 | 2.296 | 2.285 | 2.387 | 2.847 | 3.153 |